# Praetorium

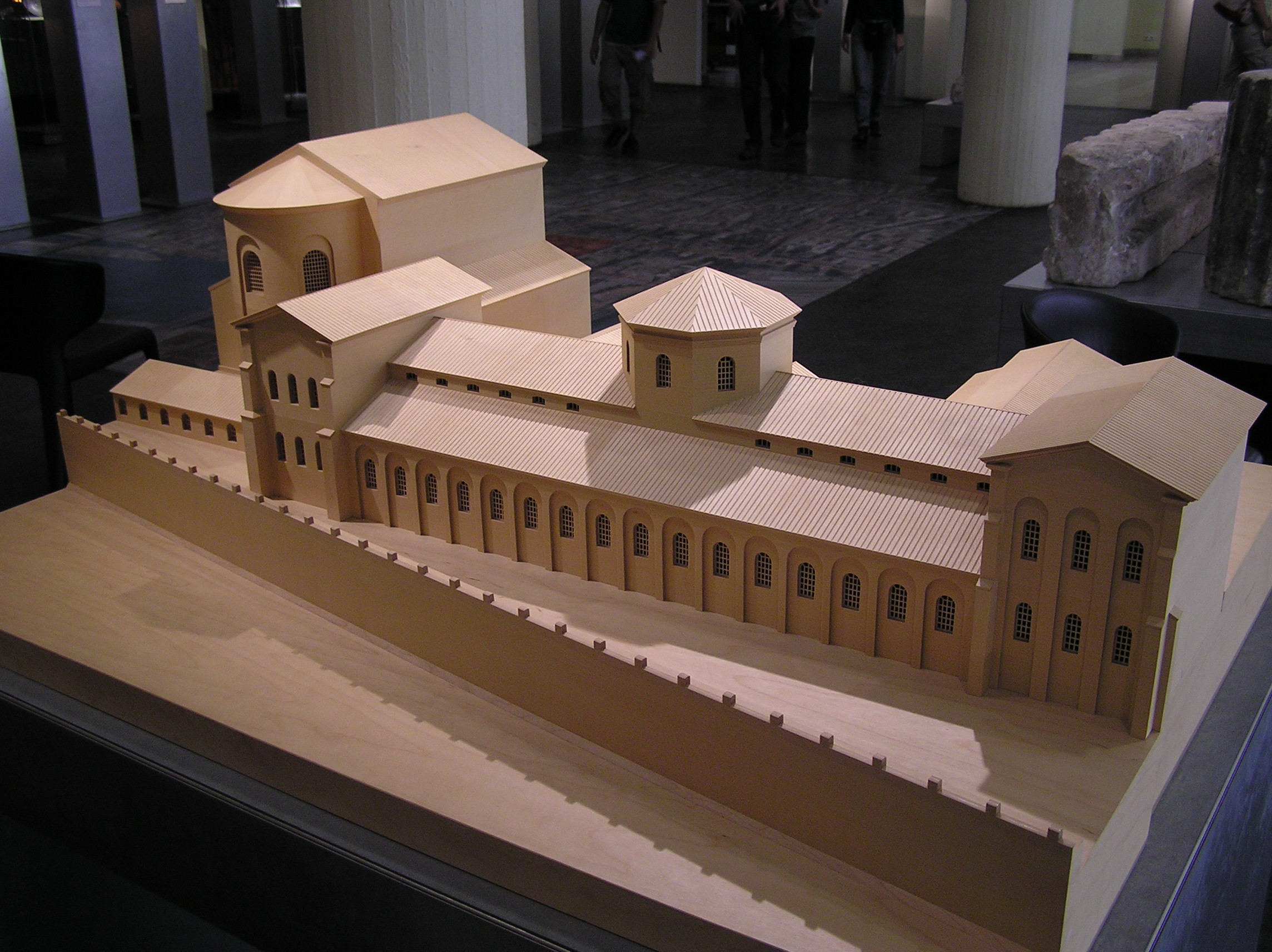
Modell des Prätoriums in Köln:
mit 34 Hektar Grundfläche dürfte es eines der größten Bauwerke in Germania inferior gewesen sein

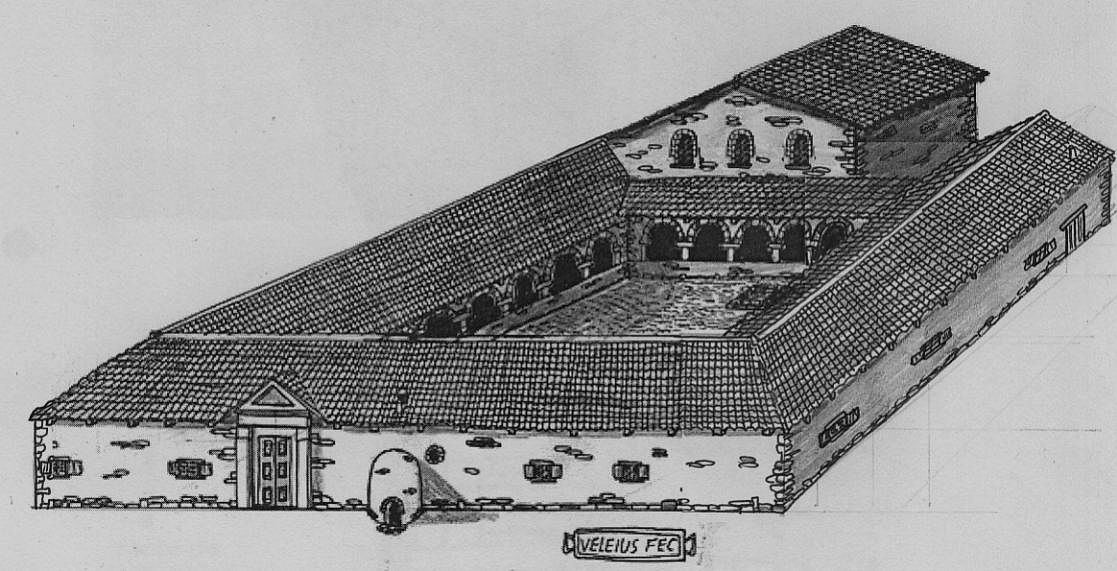
Rekonstruktionsversuch des Prätoriums im Kastell Arbeia, Hadrianswall (GB)

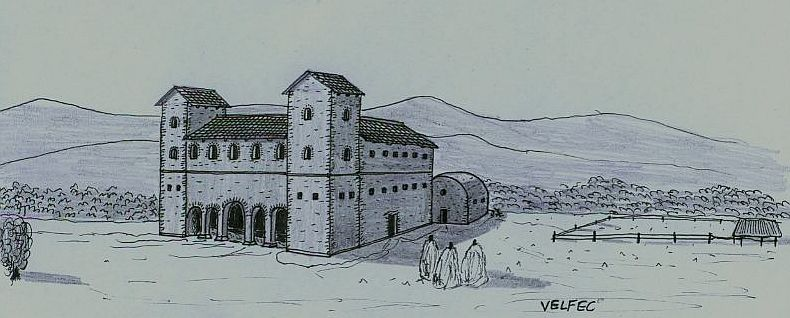
Rekonstruktionsskizze des spätrömischen Straßenprätoriums beim Kastell Argentovaria (F) und der dahinterliegenden Therme

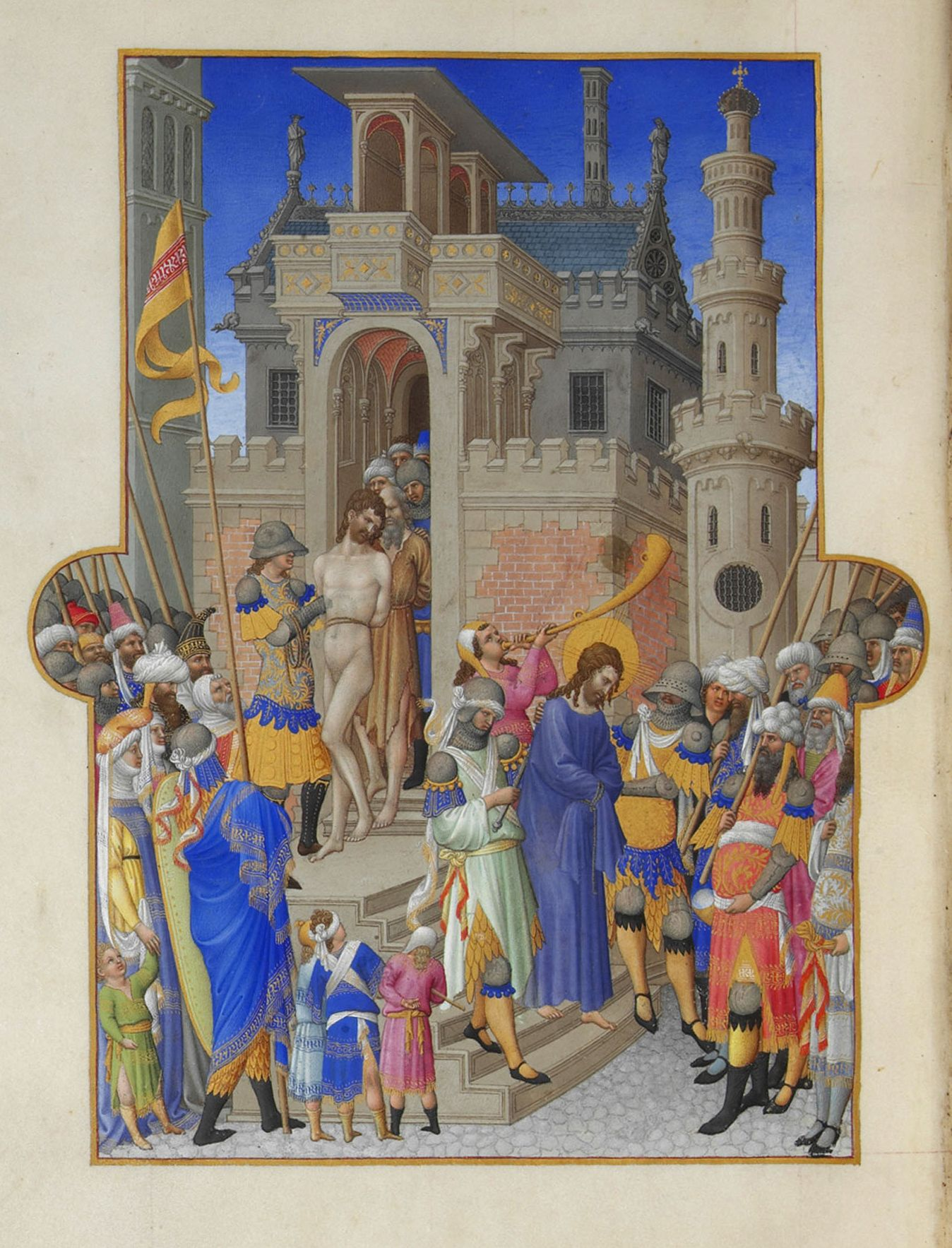
Jesus verlässt Pilatus’ Prätorium (spätmittelalterliche Darstellung)

Ein Praetorium (gräzisiert πραιτώριον praitōrion, eingedeutscht Prätorium) war in der Römischen Republik ursprünglich das Zelt des Befehlshabers in einem Legionslager. Dabei hatte ursprünglich der Prätor den Oberbefehl. Wurde ein Marschlager errichtet, wurde als Erstes ein Platz für das Praetorium gesucht (Polybios 6,27) als zentrale Stelle eines Lagers. Flankiert wurde das Zelt von einem offenen Markt und dem Zelt des Quästors. Straße und Tor, die dem Zelt am nächsten waren, nannte man via praetoria und porta praetoria.
Das Wort Praetorium bezeichnete auch die Beratung der Offiziere im Praetorium. Später wurde die Bezeichnung generell auf den Sitz eines Oberbefehlshabers oder des Statthalters einer Provinz übertragen (von dort auch auf Gerichtsgebäude).
In den festen Legionslagern der Kaiserzeit war das Praetorium der Wohnbau des Legionskommandanten, während der Stab in den daneben liegenden Principia untergebracht war. Die Principia waren dann der Mittelpunkt des Lagers. Ein Praetorium als Sitz des Statthalters ist zum Beispiel in Köln erhalten.
Als Praetorium wurden auch die Quartiere an den Fernstraßen bezeichnet, die den in offizieller Mission reisenden Beamten vorbehalten waren (CIL III, 6123).
Verallgemeinernd wurde vor allem bei Dichtern, aber auch den antiken Historikern (Sueton) jedes große, palastartige Gebäude (z. B. auf einem Landgut) als Praetorium bezeichnet, auch wenn man den Begriff meist nur auf die Gebäude beschränkte, in denen wirklich ein Kaiser oder König lebte. Auch die kaiserliche Leibgarde, die Prätorianer, wurde in Anlehnung an das Praetorium des Princeps in Rom Praetorium genannt.
Historisch bedeutsam war das Praitorion in Konstantinopel. Es war der Amtssitz des Stadteparchen und zugleich Staatsgefängnis für Oppositionelle, wie z. B. Bilderstürmer (Stephanos der Jüngere) und Thronkandidaten, von denen einige bei Revolten befreit, andere geblendet und getötet wurden, oder arabische Kriegsgefangene. Im 8. Jahrhundert soll im oder zumindest in der Nähe des Praitorions für die arabischen Kriegsgefangenen die erste Moschee Konstantinopels errichtet worden sein.

## Praetorium in der Bibel
Ein Prätorium wird auch in der Bibel erwähnt: Im Markus- (15,16 ) sowie im Johannesevangelium (18,28 ; 19,9 ) berichten die beiden Evangelisten, dass Jesus Christus vor seiner Verurteilung zu Pontius Pilatus, dem Präfekten von Judäa, gebracht wurde, der sich in seinem Prätorium aufhielt. Als er den Juden, die sich vor seinem Prätorium versammelt hatten, vorschlug, Jesus freizugeben (es war Sitte, dass der Statthalter am Pessachfest einen Gefangenen freigab), forderten diese lautstark die Freigabe von Barabbas und die Kreuzigung Jesu.
In Apostelgeschichte 23,35  lässt der Statthalter Marcus Antonius Felix den Apostel Paulus im Prätorium des Herodes bewachen.
Ein weiteres Mal wird der Begriff in Phil 1,13  erwähnt. Dort berichtet Paulus von seinen Fesseln um Christi willen, die im Prätorium und sonstwo offenbar geworden sind.